# Odoardo Vecchiarelli
Odoardo Vecchiarelli (ur. w 1613 w Rieti, zm. 31 lipca 1667 w Rzymie) – włoski kardynał.

## Życiorys
Urodził się w 1613 roku w Rieti, a w młodości został klerykiem i audytorem Kamery Apostolskiej. 29 kwietnia 1658 roku został kreowany kardynałem in pectore. Jego nominacja na kardynała diakona została ogłoszona na konsystorzu 5 kwietnia 1660 roku i nadano mu diakonię Santi Cosma e Damiano. 5 maja został wybrany biskupem Rieti, a 6 czerwca przyjął sakrę. Zmarł 31 lipca 1667 roku w Rzymie.